# Richard Perry
Richard Perry (Brooklyn, Nueva York, 18 de junio de 1942-Los Ángeles, 24 de diciembre de 2024) fue un productor musical estadounidense. 

## Biografía
Perry comenzó su carrera como intérprete durante su adolescencia, pero cambió su carrera después de graduarse en la universidad para convertirse en un productor musical de gran éxito, con más de una docena de discos de oro a fecha de 1982. Entre 1978 y 1983 dirigió su propio sello discográfico, Planet Records, que obtuvo una serie de éxitos con su artista principal, el grupo de R&B The Pointer Sisters. Después de vender Planet a RCA Records, Perry continuó trabajando en la industria musical como productor independiente. Con varios discos de éxito entre 1966 y 2000, sus éxitos más recientes incluyen a artistas como Rod Stewart y Carly Simon.